# Anaglyptus praecellens
Anaglyptus praecellens là một loài bọ cánh cứng trong họ Cerambycidae.